# Belding Scribner
Pour les articles homonymes, voir Scribner (homonymie).
Belding Hibbard Scribner, né le 18 janvier 1921 et mort le 19 juin 2003, était un médecin américain pionnier de la dialyse.

## Biographie
Scribner a obtenu son diplôme de l'université Stanford en 1945. Après avoir fini ses études post-diplôme à la Mayo Clinic de Rochester (Minnesota), il rejoignit la faculté de l'école de Médecine de l'université de Washington en 1951.
En 1960, il inventa, avec Wayne Quinton et David Dillard, un nouvel outil, la manœuvre Scribner. La manœuvre permit de sauver la vie de plusieurs personnes souffrant de maladie rénale en phase terminale. Le premier patient traité fut Clyde Shields ; et grâce au traitement Scribner, il survit à ses insuffisances rénales chroniques pendant 11 ans, mourant en 1971.
L'invention de Scribner créa un nouveau problème pour la pratique clinique et un dilemme moral pour les médecins : qui serait traité si le traitement disponible est limité ? La question éthique soulevée par ce dilemme est appelée l'expérience de Seattle. En 1964, le discours de Scribner en tant que président de la Société américaine pour les organes internes artificiels (American Society for Artificial Internal Organs) discuta les problèmes du choix du patient, de l'arrêt du traitement, du suicide du patient, de la mort avec dignité et de la sélection pour une transplantation.
En 2002, Scribner reçu le Prix Albert-Lasker pour la recherche médicale clinique avec Willem J. Kolff.
Le 19 juin 2003, un kayakiste a trouvé son corps flottant dans l'eau près de sa péniche. Il apparait qu'il a perdu l'équilibre et s'est noyé.

## Vie privée
Scribner était marié à Ethel Hackett Scribner, et avait quatre enfants d'un précédent mariage : Peter, Robert, Thomas et Elizabeth.
Scribner utilisait un canoë pour se rendre de sa péniche à l'hôpital où il travaillait chaque jour. Il a publié des articles sur la médecine jusqu'à sa mort. 